# Seksmachine

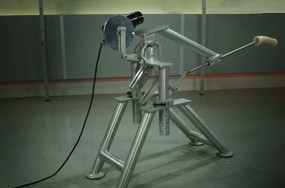
Een seksmachine die gebruikt kan worden om geslachtsgemeenschap te simuleren.

Een seksmachine is een machine voor penetratie of andere seksuele handelingen.
Seksmachines zijn er in verschillende vormen. Zo zijn er machines met een aandrijfmechanisme waar een dildo op is gemonteerd om op deze manier niet alleen gepenetreerd, maar ook de geslachtsgemeenschap te simuleren. 
De sybian is een machine in de vorm van een zadel waarop men kan zitten en waarop dildo's in verschillende vormen en maten aangebracht kunnen worden. De manier van bewegen van de dildo en de intensiteit van de vibraties zijn instelbaar.
In Praag bevindt zich het Sexmachinemuseum. De collectie belicht de geschiedenis van erotische ‘hulpstukken’ van vroeger tot nu en heeft een zekere culturele waarde. 